# Pseudagapostemon olivaceosplendens
Pseudagapostemon olivaceosplendens là một loài Hymenoptera trong họ Halictidae. Loài này được Strand mô tả khoa học năm 1910.